# Osterode am Harz
 For alternative betydninger, se Osterode. (Se også artikler, som begynder med Osterode)
Osterode am Harz er en by og kommune i det centrale Tyskland med godt 22.300 indbyggere (2013), beliggende under Landkreis Göttingen, i den sydlige del af delstaten Niedersachsen. Byen ligger i den sydvestlige ende af Harzen og var administrationsby i den tidligere Landkreis Osterode am Harz, der blev lagt sammen med Landkreis Göttingen pr. 1. november 2016.

## Geografi
Osterode am Harz er beliggende i en fra nordvest mod den i sydøst gående dal mellem mittelgebirgeområdet Harzen og højderne i Harzforlandet.
I den sydøstlige ende af området ligger et mere sumpet område med både naturlige og kunstige småsøer og damme.
Gennem kommunen løber bifloden Söse, der omkring 5 km øst byen bliver opstemmet af dæmningen Sösetalsperre. Söse-dæmningen blev færdigbygget i 1931 og rummer 25,5 millioner m³ vand, som via værket Harzwasserwerke leverer drikkevand til Bremen. I Osterode munder floden Apenke ud i Söse.

### Inddeling
I bykommunen Osterode am Harz ligger følgende byer og kommunedele, der for de fleste frem til 1971-72, var selvstændige kommuner:
- Dorste (1.600 indb.) ligger mellem Katlenburg og Osterode. Byen blev første gang nævnt i 1218. I nærheden flyder floden Söse. Byen er omgivet af et lavt liggende bakkelandskab.
- Düna (140 indb.) blev første nævnt på skrift som i 1286 som Dunede. Vest for byen ligger Naturschutzgebiet  Gipskarstlandschaft Hainholz.
- Förste (2.000 indb.) blev første gang nævnt på skrift i 990. Landsbyen har flere forretninger, håndværkerfirmaer og læger. I nærheden ligger mineralvandkilden Grafenquelle. Ved Lichtenstein udvindes der gips.
- Nienstedt (440 indb.) nævnes første gang på skrift i 1055 som Nigenstede. Sammen med Förste har Nienstedt et fælles lokalråd med 13 medlemmer.
- Freiheit (2.100 indb.)
- Lasfelde/Petershütte/Katzenstein med kommunedelene  Lasfelde (1.300 indb.), Petershütte (800 indb.) og Katzenstein (1.200 indb.)
- Lerbach (1.000 indb.)
- Marke  (150 indb.)
- Osterode (10.300 indb.)
- Riefensbeek-Kamschlacken (350 indb.)
- Schwiegershausen (1.800 indb.)
- Ührde Ührde (100 indb.)

## Historie
Byen ligger i et område der allerede har været beboet tidligere. Udgravninger på befæstningsanlægget Pipinsburg i nærheden af Osterode afslørede en bosættelse fra La Tène-kulturen (5.-1. århundrede f.Kr) sikret med voldgrave. I udgravningerne blev der også fundet rester fra herresædet Düna som en del af en bosættelse fra det 10. århundrede, der med afbrydelser bestod fra det 3. århundrede til det 14. århundrede. Der findes ingen overleveringer om hvornår Osterode blev grundlagt. Stedsendelsen på -rode tyder på en grundlæggelse i den tidlige middelalder. Første gang byen blev nævnt på skrift er sandsynligvis i 1152 
På et klippefremspring i den nordøstlige del af den gamle bydel ligger ruinerne af borgen Osterode. Borgen er formodentlig bygget for at beskytte torveområdet og gaden Alte Harzstraße. I 1234 berettes der første gang om en bymur, allerede 1238 bliver der nævnt et råd, et  borgerskab og en ny by og i år 1261 er der registreret et bystempel. 
Ved delingen af fyrsteslægten Huset Welf i 1289 kom Osterode under fyrstedømmet Grubenhagen indtil det blev nedlagt i 1596. Fyrsterne residerede på den gamle  borg Osteroder Burg, der blev opgivet i begyndelsen af det 16. århundrede.
Byen var en vigtig handelsby, der også blev medlem af Hanseforbundet. Mine- og jernsmeltningsaktiviteterne i området bidrog også til byens velstand.  I 1420 blev den tidligere klosterskole omdannet til latinskole.
Bybrande i 1545, ødelæggelser i Trediveårskrigen og senere i Syvårskrigen (1756–1763), en pestepidemi fra 1625 til 1627 og flere oversvømmelser i bifloden Söse, var en nedgangstid for byen. 
Indtil 1800-tallet udviklede byen sig til et vigtigt handelscenter for kludefremstillere og andre handlende. 
I slutningen af 1800-tallet blev der etableret bomulds- og kludefabrikker, og opførelsen af dæmningen Sösetalsperre mellem 1928–1932 gav byen beskyttelse mod oversvømmelser.
Under 2. verdenskrig var der i Osterode placeret krigsvigtige fabrikker, hvor produktionen i overvejende grad blev udført af tvangsarbejdere. I et nærliggende gipsbrud blev der fra 1944 under kodenavnet "Dachs IV" opført et underjordisk hydrogenerings-anlæg til produktion af brændstoffer og smøremidler. 
i området omkring Osterode var der i april 1945 kampe mellem den amerikanske hær og Wehrmacht i området omkring Osterode. For at forsinke de allieredes fremrykning blev der beordret sprængning de tre Sösebroer. Kun  broen Johannistor og 12 huse blev ødelagt under krigen.. 
Efter krigens ophør i 1945 kom der nye industrier til foruden de tidligere krigsindustrivirksomheder, som kunne redde produktionsopsvinget i efterkrigstiden. I nutiden har byen bevaret sin gamle bymidte.